# Powiat Przasnyski
Der Powiat Przasnyski ist ein Powiat (Kreis) in der polnischen Woiwodschaft Masowien. Der Powiat hat eine Fläche von 1217,8 km², auf der etwa 52.500 Einwohner leben. Die Bevölkerungsdichte beträgt 43 Einwohner auf 1 km² (2019).

## Geschichte
Von 1939 bis 1945 war das Gebiet als Landkreis Praschnitz Teil des neuen Regierungsbezirkes Zichenau der Provinz Ostpreußen.

## Gemeinden
Der Powiat umfasst sieben Gemeinden, davon eine Stadtgemeinde, eine Stadt-und-Land-Gemeinde sowie fünf Landgemeinden.

### Stadtgemeinde
- Przasnysz

### Stadt-und-Land-Gemeinde
- Chorzele

### Landgemeinden
- Czernice Borowe
- Jednorożec
- Krasne
- Krzynowłoga Mała
- Przasnysz